# Aliaksandr Hleb
Aliaksandr Paŭlavič Hleb (nacido en minsk, urss, el 1 de mayo de 1981), más conocido como Alexander Hleb (bielorruso: аляксандр паўлавіч глеб; ruso: александр павлович глеб), es un exfutbolista bielorruso que jugaba como centrocampista. en noviembre de 2019, en una entrevista, comunicó que al final de temporada pondría punto final a su carrera como futbolista.
Era un centrocampista Rápido, con visión de juego y regate, polivalente y versátil, de gran recorrido sobre el terreno de juego. Su posición favorita era la de mediocentro ofensivo, aunque jugaba a menudo por la banda derecha y ocasionalmente por la izquierda, llegando a jugar en ocasiones como delantero.

## Biografía
Hleb creció en Minsk. Su madre era albañil, especializada en alicatar cuartos de baños, algo normal según el propio Hleb: en la URSS era común que una mujer hiciera el trabajo de un hombre, declaró el futbolista. Mientras que su padre era tripulante de petroleros. A causa del accidente de Chernobyl (Ucrania, 1986), su padre fue invitado a prestar ayuda derribando casas. Hleb cree que esta exposición a la radiación ha causado la mala salud de su padre, que tiene problemas de visión y de garganta. De joven, Hleb fue nadador y gimnasta (dejó esta última disciplina a los 14 años) y llegó al fútbol de forma casual, ya que sus padres lo inscribieron en las categorías inferiores del Dínamo de Minsk, uno de los equipos más importantes de Bielorrusia, junto al Bate Borisov, donde se encuentra jugando actualmente.
'No llegarás lejos, eres enclenque' fueron las palabras que Hleb escuchó durante mucho tiempo; esto no minó el ánimo del futbolista; que adoraba jugar con su hermano Vyacheslav (dos años menor) al fútbol en las calles de Minsk. Alex admite que prefería jugar en invierno porque: había nieve y al caer sobre el cemento te haces daño'.

## Trayectoria

### Inicios
Hleb empieza a jugar al fútbol con la creación de la escuela del FK Dinamo Minsk. A los 17 años, ficha por el primer equipo del FC BATE Borisov, un club de la Liga Premier de Bielorrusia, con sede en Borisov, al norte de Minsk, la capital bielorrusa. A la siguiente temporada de su fichaje gana el Campeonato.

### VfB Stuttgart
Descubiertos por ojeadores, él y su hermano menor, Vyacheslav Hleb, ficharon en 2000 por el equipo alemán VfB Stuttgart, dándose un traspaso de 150.000 euros. Debuta en la Bundesliga el 5 de septiembre de 2000, en un partido como visitante con empate a un gol. A pesar de marcar sólo seis goles en liga en su primera campaña con el Stuttgart, Hleb realiza una buena segunda temporada con el club, estableciéndose como uno de los jugadores más importantes del equipo. 
En la temporada 2002-2003, el Stuttgart termina subcampeón de la Bundesliga, protagonizando además una victoria en la Liga de Campeones frente al Manchester United. Sin embargo, y después de la marcha del gerente del equipo, Félix Magath, al Bayern de Múnich en el verano de 2004, el Stuttgart no tiene buenos resultados con su nuevo entrenador Matthias Sammer, terminando la temporada 2004-2005 en quinto lugar. Sin embargo, Hleb disfruta ese año de un estado de forma muy aceptable, ayudando al equipo en su última temporada en la Bundesliga.

### Arsenal

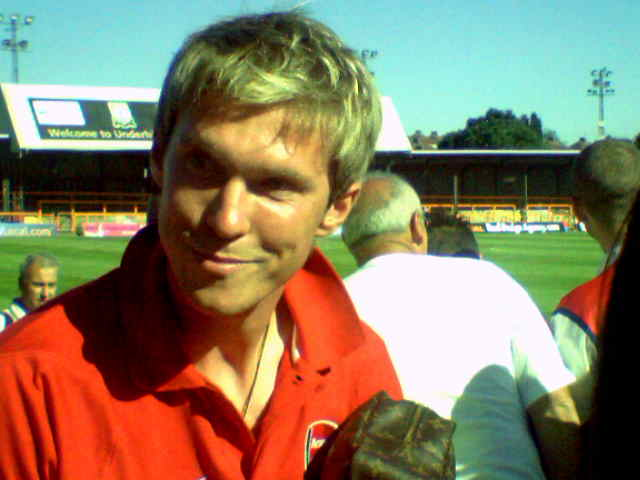
Hleb en Arsenal.

El 28 de junio de 2005 fichó por el club inglés Arsenal FC, por 15 millones de euros, firmando un contrato de cuatro años con el conjunto londinense. El técnico francés del Arsenal, Arsène Wenger, usó a Hleb en muchas posiciones del centro del campo, principalmente por banda derecha. Anotó su primer gol en su estreno con los "gunners" contra el Barnet FC, en un amistoso en el Estadio Underhill, durante la pretemporada. El 21 de agosto de 2005 jugó su primer partido oficial con el Arsenal, contra el Chelsea FC. Ese verano acaba lesionándose en la rodilla, tras lo cual vuelve al equipo en diciembre. Hacia enero de 2006, Hleb estaba establecido como un jugador considerado en el equipo, habiendo anotado su primer gol oficial con el Arsenal en un 7-0 al Middlesbrough. El 17 de mayo, Hleb fue alineado titular para jugar en la final de la Liga de Campeones frente al F. C. Barcelona, jugando 85 minutos en un partido muy igualado que perderían los ingleses por 2 a 1. Terminó esa temporada con tres goles. Sin embargo, aunque llegaron a la gran final de la máxima competición europea, los "gunners" sólo pudieron terminar en cuarta posición en la liga inglesa.

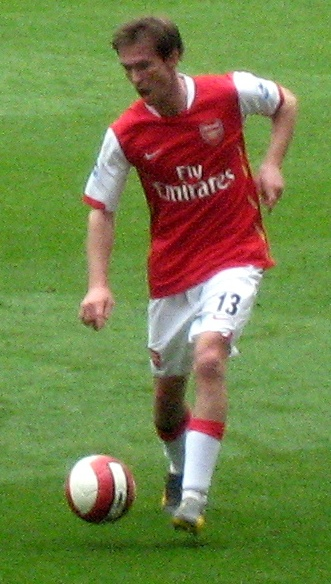
Hleb jugando en Arsenal.

La temporada 2006-2007 comenzó bien para Hleb. En el primer partido contra el NK Dinamo Zagreb (eliminatoria previa para la Liga de Campeones), el bielorruso dio dos asistencias de gol para lograr una victoria de 3 a 0. Hleb rápidamente se convirtió un jugador de impacto bajo las órdenes de Arsène Wenger, y se ganó el respeto de la hinchada londinense. Anotó su cuarto gol con el Arsenal, y primero en el nuevo Emirates Stadium, en un 2-0 contra el FC Porto el 26 de septiembre, durante un partido de la fase de grupos de la Liga de Campeones. Un mes más tarde Hleb anotó otra vez, contra el Reading FC, después de tres combinaciones con Tomáš Rosický. Más tarde, Alexander se lesionó en un tendón y no jugó durante algunas semanas. Sin embargo, hizo una rápida reaparición y en tres semanas volvió al mismo nivel de antes. Al final de la temporada, Hleb acumuló 40 partidos jugados, terminando el club en cuarto lugar en la Liga.
Ese verano, durante la pretemporada, Hleb fue cambiado de la banda derecha a jugar detrás de Robin van Persie. El resultado fue exitoso, ya que Hleb se sentía cómodo en esa posición y supuso una amenaza continua para los rivales. El 12 de agosto de 2007, contra el Fulham FC en el primer partido de Liga, Hleb anotó un gol vital para sellar una victoria por 2 a 1 para el Arsenal. El equipo parecía claro favorito en esos momentos para ganar la competición liguera pero poco a poco se fue alejando de la cabeza de la clasificación, dejando líder al Manchester United, que finalmente ganaría la Premier. En la Liga de Campeones, el equipo no pasó de cuartos de final perdiendo contra el Liverpool FC. Esa temporada Hleb empezó a contar poco para el entrenador, pero en sus intervenciones demostró que era un jugador a tener en cuenta. Se lesionó varias veces, pero de poca gravedad. Su juego lo puso poco a poco en el punto de mira de grandes equipos como el F. C. Barcelona, Bayern de Múnich o Inter de Milán.

### F. C. Barcelona
Finalmente, se produjo un acuerdo entre el Arsenal, el F. C. Barcelona y el jugador, y el 16 de julio de 2008 fichó después de muchos rumores por el F. C. Barcelona, por unos 15 millones de euros más 2 millones adicionales según variables. Fue presentado ese mismo día, convirtiéndose en el quinto fichaje del club azulgrana para la campaña 2008-2009, siéndole asignado el dorsal n.º 21.
El primer gol con el club azulgrana lo consiguió el 4 de agosto de 2008 en un amistoso ante el Chivas USA, disputado en Estados Unidos. Era el segundo tanto del Barça en el partido, el cual ganó el conjunto catalán por 2 a 5.
Su debut en liga se produjo en Soria (Numancia 1-Barcelona 0, 31 de agosto de 2008) al saltar al terreno de juego en la segunda mitad sustituyendo a Touré.
En el siguiente partido (Barcelona 1-Racing Santander 1, 6 de septiembre de 2008) consiguió la titularidad, mas no completó ni la primera parte: tras una dura entrada de Pinillos que le produjo un esguince de grado 2-3 tuvo que abandonar el partido.
A partir de ahí, el bielorruso no tuvo más oportunidades y eso forzó la marcha del equipo catalán, aunque sólo como cedido.

### VfB Stuttgart
En julio de 2009 fue cedido al VfB Stuttgart al no llegar a un acuerdo con el Inter de Milán. Tras hacer una mala temporada y marcar solo un gol, el que marcó en la Champions League, regresó al Barcelona.

### Birmingham City
El 31 de agosto de 2010 fue cedido nuevamente, esta vez al Birmingham City inglés por una temporada, al no contar para los planes de Pep Guardiola.

### VfL Wolfsburgo
Aunque no se catalogó a Hleb como un mayor problema, igualmente por una gran puja que hizo el VfL Wolfsburgo, horas antes del cierre del mercado fue cedido al VfL Wolfsburgo de la 1. Bundesliga. Fue presentado con el dorsal 6.

### Vuelta al F. C. Barcelona
Tras permanecer seis meses en el VfL Wolfsburgo, el club alemán decidió no prolongar su préstamo por lo cual Hleb estuvo en la obligación de regresar al F. C. Barcelona para poder cumplir su contrato que lo tenía ligado hasta junio de 2012.
Alexander Hleb llegó a un acuerdo para "la desvinculación anticipada" de su contrato con el Fútbol Club Barcelona, según anunció el conjunto español en un comunicado. El centrocampista bielorruso se marchó al PFC Krylia Sovetov Samara.

### BATE Borisov
Luego de haber permanecido en el PFC Krylia Sovetov Samara varios meses, fue traspasado a su antiguo club el Bate Borisov campeón de la Vysshaya Liga y con el cual militó entre 1998 y 2000.

## Selección nacional
Ha sido internacional con la selección de fútbol de Bielorrusia, ha jugado 80 partidos internacionales y ha anotado 6 goles.

### Participaciones en clasidficaciones para el Mundial
| Eliminatorias                      | Resultado                | PJ | Goles |
| ---------------------------------- | ------------------------ | -- | ----- |
| Clasificación para el Mundial 2002 | No clasificó             | 1  | 0     |
| Clasificación para el Mundial 2006 | No clasificó             | 6  | 0     |
| Clasificación para el Mundial 2010 | No clasificó             | 6  | 1     |
| Clasificación para el Mundial 2014 | No clasificó             | 5  | 0     |
| Total en clasificaciones           | Total en clasificaciones | 18 | 1     |

### Participaciones en Clasificación para Eurocopa
| Eliminatorias            | Resultado                | PJ | Goles |
| ------------------------ | ------------------------ | -- | ----- |
| Clasificación 2004       | No clasificó             | 6  | 0     |
| Clasificación 2008       | No clasificó             | 12 | 0     |
| Clasificación 2012       | No clasificó             | 2  | 0     |
| Clasificación 2016       | No clasificó             | 0  | 0     |
| Total en Clasificaciones | Total en Clasificaciones | 20 | 0     |

## Clubes
| Club                       | País        | Año         |
| -------------------------- | ----------- | ----------- |
| BATE Borisov               | Bielorrusia | 1998 - 2000 |
| VfB Stuttgart              | Alemania    | 2000 - 2005 |
| Arsenal FC                 | Inglaterra  | 2005 - 2008 |
| F. C. Barcelona            | España      | 2008 - 2012 |
| VfB Stuttgart (cedido)     | Alemania    | 2009 - 2010 |
| Birmingham City (cedido)   | Inglaterra  | 2010 - 2011 |
| VfL Wolfsburgo (cedido)    | Alemania    | 2011 - 2012 |
| PFC Krylia Sovetov Samara  | Rusia       | 2012        |
| BATE Borisov               | Bielorrusia | 2012 - 2013 |
| Konyaspor                  | Turquía     | 2014        |
| Gençlerbirliği Spor Kulübü | Turquía     | 2015        |
| BATE Borisov               | Bielorrusia | 2015        |
| Gençlerbirliği Spor Kulübü | Turquía     | 2016        |
| BATE Borisov               | Bielorrusia | 2016        |
| PFC Krylia Sovetov Samara  | Rusia       | 2017-2018   |
| BATE Borisov               | Bielorrusia | 2018-2019   |
| FC Isloch Minsk Raion      | Bielorrusia | 2019        |

## Estadísticas

### Clubes
| Club | Div.                | Temporada           | Liga | Liga | Copas nacionales (1) | Copas nacionales (1) | Copas de la Liga (2) | Copas de la Liga (2) | Copas Continentales (3) | Copas Continentales (3) | Total | Total |
| Club | Div.                | Temporada           | PJ   | G    | PJ                   | G                    | PJ                   | G                    | PJ                      | G                       | PJ    | G     |
| --- | ------------------- | ------------------- | ---- | ---- | -------------------- | -------------------- | -------------------- | -------------------- | ----------------------- | ----------------------- | ----- | ----- |
| Dinamo Minsk Bielorrusia | 2.ª                 | 1998                | 11   | 1    | -                    | -                    | -                    | -                    | -                       | -                       | 11    | 1     |
| Dinamo Minsk Bielorrusia | Total               | Total               | 11   | 1    | -                    | -                    | -                    | -                    | -                       | -                       | 11    | 1     |
| BATE Borisov Bielorrusia | 1.ª                 | 1999                | 13   | 1    | -                    | -                    | -                    | -                    | -                       | -                       | 13    | 1     |
| BATE Borisov Bielorrusia | 1.ª                 | 2000                | 12   | 3    | -                    | -                    | -                    | -                    | -                       | -                       | 12    | 3     |
| BATE Borisov Bielorrusia | Total               | Total               | 25   | 4    | -                    | -                    | -                    | -                    | -                       | -                       | 25    | 4     |
| Stuttgart · Alemania | 1.ª                 | 2000/01             | 6    | 0    | 2                    | 0                    | -                    | -                    | 1                       | 0                       | 9     | 0     |
| Stuttgart · Alemania | 1.ª                 | 2001/02             | 32   | 2    | 3                    | 0                    | -                    | -                    | -                       | -                       | 35    | 2     |
| Stuttgart · Alemania | 1.ª                 | 2002/03             | 34   | 4    | 2                    | 1                    | -                    | -                    | 8                       | 3                       | 44    | 8     |
| Stuttgart · Alemania | 1.ª                 | 2003/04             | 31   | 5    | 3                    | 0                    | -                    | -                    | 8                       | 0                       | 42    | 5     |
| Stuttgart · Alemania | 1.ª                 | 2004/05             | 34   | 2    | 3                    | 2                    | -                    | -                    | 8                       | 0                       | 45    | 4     |
| Stuttgart · Alemania | Total               | Total               | 137  | 13   | 13                   | 3                    | -                    | -                    | 25                      | 3                       | 175   | 19    |
| Arsenal FC Inglaterra | 1.ª                 | 2005/06             | 25   | 3    | 1                    | 0                    | 3                    | 0                    | 10                      | 0                       | 39    | 3     |
| Arsenal FC Inglaterra | 1.ª                 | 2006/07             | 33   | 2    | 3                    | 0                    | 2                    | 0                    | 10                      | 1                       | 48    | 3     |
| Arsenal FC Inglaterra | 1.ª                 | 2007/08             | 31   | 2    | 2                    | 0                    | 1                    | 0                    | 8                       | 2                       | 42    | 4     |
| Arsenal FC Inglaterra | Total               | Total               | 89   | 7    | 6                    | 0                    | 6                    | 0                    | 28                      | 3                       | 129   | 10    |
| F.C. Barcelona · España | 1.ª                 | 2008/09             | 19   | 0    | 8                    | 0                    | -                    | -                    | 9                       | 0                       | 36    | 0     |
| F.C. Barcelona · España | Total               | Total               | 19   | 0    | 8                    | 0                    | -                    | -                    | 9                       | 0                       | 36    | 0     |
| Stuttgart · Alemania | 1.ª                 | 2009/10             | 27   | 0    | 1                    | 0                    | -                    | -                    | 8                       | 1                       | 36    | 1     |
| Stuttgart · Alemania | Total               | Total               | 27   | 0    | 1                    | 0                    | -                    | -                    | 8                       | 1                       | 36    | 1     |
| Birmingham Inglaterra | 1.ª                 | 2010/11             | 19   | 1    | 0                    | 0                    | 1                    | 1                    | -                       | -                       | 20    | 2     |
| Birmingham Inglaterra | Total               | Total               | 19   | 1    | 0                    | 0                    | 1                    | 1                    | -                       | -                       | 20    | 2     |
| Wolfsburgo · Alemania | 1.ª                 | 2011                | 4    | 1    | 0                    | 0                    | -                    | -                    | 0                       | 0                       | 4     | 1     |
| Wolfsburgo · Alemania | Total               | Total               | 4    | 1    | 0                    | 0                    | -                    | -                    | 0                       | 0                       | 4     | 1     |
| Krylia Sovetov Samara · Rusia | 1.ª                 | 2012                | 8    | 0    | 0                    | 0                    | -                    | -                    | -                       | -                       | 8     | 0     |
| Krylia Sovetov Samara · Rusia | Total               | Total               | 8    | 0    | 0                    | 0                    | -                    | -                    | -                       | -                       | 8     | 0     |
| BATE Borisov Bielorrusia | 1.ª                 | 2012                | 6    | 0    | 0                    | 0                    | -                    | -                    | 2                       | 0                       | 8     | 0     |
| BATE Borisov Bielorrusia | 1.ª                 | 2013                | 23   | 3    | 0                    | 0                    | -                    | -                    | 12                      | 0                       | 35    | 3     |
| BATE Borisov Bielorrusia | Total               | Total               | 29   | 3    | 0                    | 0                    | -                    | -                    | 14                      | 0                       | 43    | 3     |
| Konyaspor Turquía | 1.ª                 | 2014                | 16   | 2    | 0                    | 0                    | -                    | -                    | -                       | -                       | 16    | 2     |
| Konyaspor Turquía | 1.ª                 | 2014                | 14   | 0    | 1                    | 0                    | -                    | -                    | -                       | -                       | 15    | 0     |
| Konyaspor Turquía | Total               | Total               | 30   | 2    | 1                    | 0                    | -                    | -                    | -                       | -                       | 31    | 2     |
| Gençlerbirliği Turquía | 1.ª                 | 2015                | 15   | 2    | 4                    | 0                    | -                    | -                    | -                       | -                       | 19    | 2     |
| Gençlerbirliği Turquía | Total               | Total               | 15   | 2    | 4                    | 0                    | -                    | -                    | -                       | -                       | 19    | 2     |
| BATE Borisov Bielorrusia | 1.ª                 | 2015                | 4    | 0    | 1                    | 0                    | -                    | -                    | 7                       | 0                       | 12    | 0     |
| BATE Borisov Bielorrusia | Total               | Total               | 4    | 0    | 1                    | 0                    | -                    | -                    | 7                       | 0                       | 12    | 0     |
| Gençlerbirliği Turquía | 1.ª                 | 2016                | 12   | 0    | 0                    | 0                    | -                    | -                    | -                       | -                       | 12    | 0     |
| Gençlerbirliği Turquía | Total               | Total               | 12   | 0    | 0                    | 0                    | -                    | -                    | -                       | -                       | 12    | 0     |
| BATE Borisov Bielorrusia | 1.ª                 | 2016                | 0    | 0    | 0                    | 0                    | -                    | -                    | 3                       | 0                       | 3     | 0     |
| BATE Borisov Bielorrusia | Total               | Total               | 0    | 0    | 0                    | 0                    | -                    | -                    | 3                       | 0                       | 3     | 0     |
| Total en su carrera | Total en su carrera | Total en su carrera | 429  | 34   | 34                   | 3                    | 7                    | 1                    | 94                      | 7                       | 564   | 45    |
| (1) Incluye datos de la Copa de Bielorrusia, Copa de Alemania, FA Cup y Copa del Rey. (2) Incluye datos de la Copa de la Liga de Inglaterra. (3) Incluye datos de la Liga de Campeones de la UEFA y Liga Europea de la UEFA. |                     |                     |      |      |                      |                      |                      |                      |                         |                         |       |       |

### Selección nacional
| Selección   | Año   | Amistoso | Amistoso | Eliminatoria Eurocopa | Eliminatoria Eurocopa | Eurocopa | Eurocopa | Eliminatorias | Eliminatorias | Total | Total |
| Selección   | Año   | PJ       | G        | PJ                    | G                     | PJ       | G        | PJ            | G             | PJ    | G     |
| Bielorrusia | 2001  | 1        | 0        | -                     | -                     | -        | -        | 1             | 0             | 2     | 0     |
| Bielorrusia | 2002  | 4        | 2        | 3                     | 0                     | -        | -        | -             | -             | 7     | 2     |
| Bielorrusia | 2003  | -        | -        | 3                     | 0                     | -        | -        | -             | -             | 3     | 0     |
| Bielorrusia | 2004  | 2        | 0        | -                     | -                     | -        | -        | -             | -             | 2     | 0     |
| Bielorrusia | 2005  | 2        | 1        | -                     | -                     | -        | -        | 6             | 0             | 8     | 1     |
| Bielorrusia | 2006  | 3        | 1        | 4                     | 0                     | -        | -        | -             | -             | 7     | 1     |
| Bielorrusia | 2007  | 2        | 0        | 8                     | 0                     | -        | -        | -             | -             | 10    | 0     |
| Bielorrusia | 2008  | 5        | 0        | -                     | -                     | -        | -        | 2             | 0             | 7     | 0     |
| Bielorrusia | 2009  | 1        | 0        | -                     | -                     | -        | -        | 4             | 1             | 5     | 1     |
| Bielorrusia | 2010  | 2        | 1        | 2                     | 0                     | -        | -        | -             | -             | 4     | 1     |
| Bielorrusia | 2011  | 1        | 0        | -                     | -                     | -        | -        | -             | -             | 1     | 0     |
| Bielorrusia | 2012  | -        | -        | -                     | -                     | -        | -        | 2             | 0             | 2     | 0     |
| Bielorrusia | 2013  | 4        | 0        | -                     | -                     | -        | -        | 3             | 0             | 7     | 0     |
| Bielorrusia | 2014  | 1        | 0        | 0                     | 0                     | -        | -        | -             | -             | 1     | 0     |
| Total       | Total | 28       | 5        | 20                    | 0                     | -        | -        | 18            | 1             | 66    | 6     |

#### Goles
| 1 | 17-04-2002 | Stadion Oláh Gábor Út, Debrecen, Hungría           | Hungría    | 1-1 | 5-2 | Amistoso                                          |
| 2 | 19-05-2002 | Estadio Dinamo (Moscú), Rusia                      | Rusia      | 2-0 | 2-0 | Amistoso                                          |
| 3 | 09-02-2005 | Dyskobolia Stadium, Grodzisk Wielkopolski, Polonia | Polonia    | 1-0 | 3-1 | Amistoso                                          |
| 4 | 16-08-2006 | Estadio Dinamo (Minsk), Bielorrusia                | Andorra    | 1-0 | 3-0 | Amistoso                                          |
| 5 | 01-04-2009 | Estadio Central (Almatý), Almatý, Kazajistán       | Kazajistán | 1-1 | 5-1 | Clasificación para la Copa Mundial de Fútbol 2010 |
| 6 | 03-03-2010 | Antalya Atatürk Stadium, Antalya, Turquía          | Armenia    | 2-1 | 3-1 | Amistoso                                          |

### Resumen estadístico
| Competencia              | Encuentros | Goles | Promedio |
| ------------------------ | ---------- | ----- | -------- |
| Primera División         | 429        | 34    | 0,21     |
| Copas nacionales         | 41         | 4     | 0,11     |
| Copas internacionales    | 94         | 7     | 0,08     |
| Selección de Bielorrusia | 66         | 6     | 0,11     |
| Total                    | 630        | 51    | 0,08     |

## Palmarés

### Campeonatos nacionales
| Título                   | Club            | País        | Año  |
| ------------------------ | --------------- | ----------- | ---- |
| Liga Bielorrusa          | Bate Borisov    | Bielorrusia | 1999 |
| Copa del Rey             | FC Barcelona    | España      | 2009 |
| Liga Española            | FC Barcelona    | España      | 2009 |
| Football League Cup      | Birmingham City | Inglaterra  | 2011 |
| Liga Bielorrusa          | Bate Borisov    | Bielorrusia | 2012 |
| Liga Bielorrusa          | Bate Borisov    | Bielorrusia | 2013 |
| Supercopa de Bielorrusia | Bate Borisov    | Bielorrusia | 2013 |
| Liga Bielorrusa          | Bate Borisov    | Bielorrusia | 2015 |
| Liga Bielorrusa          | Bate Borisov    | Bielorrusia | 2016 |

### Campeonatos internacionales
| Título                       | Club          | País     | Año  |
| ---------------------------- | ------------- | -------- | ---- |
| Copa Intertoto de la UEFA    | VfB Stuttgart | Alemania | 2002 |
| Liga de Campeones de la UEFA | FC Barcelona  | España   | 2009 |

### Distinciones individuales
| Distinción                                                                        | Año                                |
| --------------------------------------------------------------------------------- | ---------------------------------- |
| Futbolista Biolerruso del Año                                                     | 2002, 2003, 2005, 2006, 2007, 2008 |
| Máximo asistente de la Bundesliga                                                 | 2004                               |
| Equipo del Año de la Revista kicker                                               | 2004                               |
| Futbolista del mes del Arsenal F. C. (agosto)                                     | 2005                               |
| Primer futbolista bielorruso en jugar la final de la Liga de Campeones de la UEFA | 2006                               |
| Primer futbolista bielorruso en ganar la Liga de Campeones de la UEFA             | 2009                               |